# Karen Dalton
Karen J. Dalton, född Jean Karen Cariker 19 juli 1937 i Bonham, Texas och uppväxt i Enid, Oklahoma, död 19 mars 1993 i Hurley, New York, var en amerikansk folksångare, gitarrist och banjospelare med irländska och cherokee-rötter. Hon tillhörde under 1960-talet folkscenen kring Greenwich Village.

## Biografi
Dalton föddes som Jean Karen Cariker i Bonham, Texas och växte upp i Enid, Oklahoma. Hennes sångröst har ofta jämförts med Billie Holidays. Dalton repertoar var genreöverskridande och hon sjöng blues-, folk-, country-, pop- och Motown-låtar, dock alltid med en säregen stil. Hon spelade tolvsträngad gitarr samt långhalsad banjo.
Dalton släppte endast två album under sin livstid: 1969 års It's So Hard to Tell Who's Going to Love You the Best och 1971 års In My Own Time. 
I sin självbiografi från 2004 skriver Bob Dylan följande om Dalton: "Min favoritsångerska i Greenwich Village var Karen Dalton. Karen hade en röst likt Billie Holiday och spelade gitarr som Jimmy Reed... jag sjöng med henne ett par gånger."
Artister som Nick Cave, Devendra Banhart och Joanna Newsom har alla nämnt Karen Dalton som ett inflytande. Så gör också country-sångaren Lacy J. Dalton, som kände Dalton i Greenwich Village och antog sitt efternamn som en hyllning.

## Diskografi
- 1969 – It's So Hard to Tell Who's Going to Love You the Best
- 1971 – In My Own Time
- 2007 – Cotton Eyed Joe (live, inspelat 1962)
- 2008 – Green Rocky Road (hemmainspelningar 1962–1963)
- 2012 – 1966 (tidigare outgivna inspelningar på Delmore Recording Society)